# St.-Michaelis-Kirche (Bissendorf)

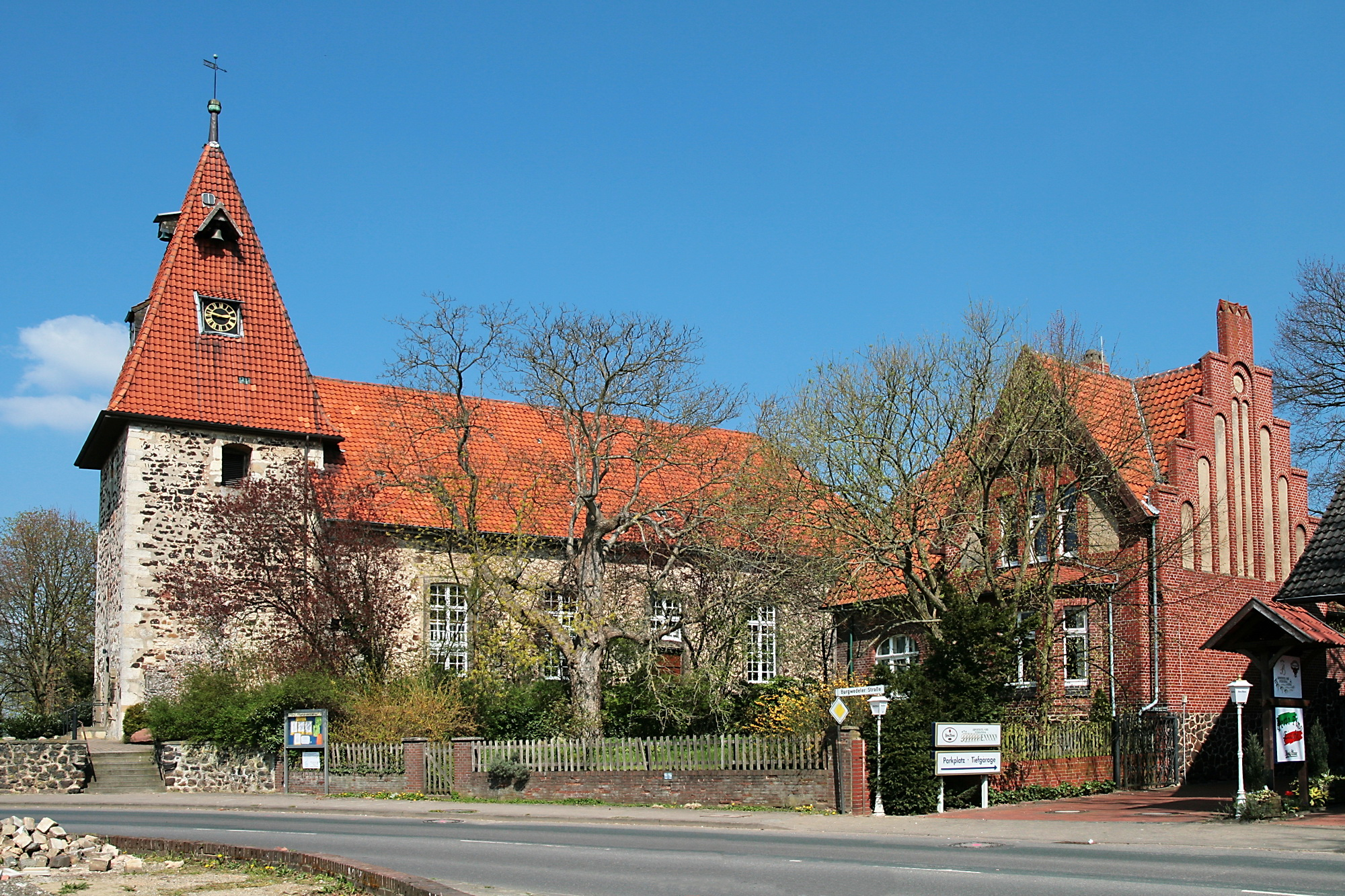
Michaeliskirche

Die evangelisch-lutherische St.-Michaelis-Kirche ist ein Kirchenbau in Bissendorf, einem Ortsteil der Gemeinde Wedemark in der Region Hannover in Niedersachsen. Die Kirchengemeinde gehört zum Kirchenkreis Burgwedel-Langenhagen im Sprengel Hannover der Evangelisch-lutherischen Landeskirche Hannover. 

## Geschichte
Um das Jahr 950 wurde das erste Kirchspiel in Bissendorf (damals Wongerdun) gegründet. Weltlicher Schutzpatron war der Herzog zu Braunschweig-Lüneburg. Der 27 Meter hohe Turm der Kirche wurde, wie auch die heutige Kirche, überwiegend aus Raseneisenstein errichtet und stammt aus dem 12. Jahrhundert. Im Jahre 1680 wurde der Turm neu gegründet, um die Standfestigkeit zu erhöhen. Die heutige Kirche stammt aus dem Jahr 1768 und wurde im Stil einer Saalkirche gebaut. Die im Spätbarock entworfene Inneneinrichtung wurde im Jahr 1966 entfernt, und der Innenraum wurde modern gestaltet. Die Altarwand schmückt seitdem eine segnende Christusfigur von Peter Greve. Das Geläut im Kirchturm wurde 1962 erneuert. Die kleinste der fünf Glocken wiegt 105 Kilogramm und stammt aus dem Jahr 1540. In der Kirche ist mittlerweile die fünfte Orgel seit 1600 in Betrieb. Sie stammt von der Firma Hillebrand.